# Léonce Vieljeux
Pour les articles homonymes, voir Vieljeux.
François Paul Auguste « Léonce » Vieljeux, né le 12 avril 1865 aux Vans (Ardèche, France) et mort le 2 septembre 1944, est un armateur, colonel de réserve devenu maire de La Rochelle. Déporté pour faits de résistance, il est  exécuté dans la nuit du 1er au 2  septembre 1944.

## Biographie

### Carrière militaire
Son père, Auguste Barthélémy Vieljeux - conducteur des ponts et chaussées - descend d'une vieille famille cévenole. Léonce Vieljeux fait ses études secondaires au lycée de Tournon en Ardèche et entre en 1886 à l'École spéciale militaire de Saint-Cyr. Diplômé en 1888, il est affecté comme officier au 123e régiment d’infanterie à La Rochelle.

### Carrière d'armateur
Léonce Vieljeux épouse, le 16 décembre 1891, Hélène Delmas, fille de l'armateur rochelais Frank Delmas, et six ans plus tard, prend un congé qui lui permet de rejoindre la compagnie d’armement « Delmas Frères ». En accord avec son beau-frère, il en devient le président en 1919 et donne à la société le nom de « Delmas Frères et Vieljeux ». Dès 1935, la désormais « Compagnie Delmas-Vieljeux » est l'une des grandes entreprises maritimes françaises. Après la guerre, Léonce Vieljeux crée des lignes vers l'Algérie et le Maroc et entreprend de voyager en Afrique  subsaharienne où sont alors installées plusieurs succursales et comptoirs dans lesquels font escale les navires de commerce et de voyageurs au départ de La Rochelle et de Bordeaux. Il fonde la Société française du Cameroun à Douala et la Compagnie coloniale de la Côte d'Ivoire à Abidjan en mettant en place des mesures de protection sociale et d'assistance familiale pour les employés de sa compagnie.
En 1922, la Cie Delmas-Vieljeux crée des chantiers navals dans l'avant-port de La Pallice
En 1930, à l'âge de 65 ans, Léonce Vieljeux devient vice-président du Comité central des Armateurs de France.

### Conviction religieuse
De famille et de convictions protestantes très profondément ancrées, Léonce Vieljeux est connu à La Rochelle comme un homme de convictions et d’une foi ardente. Son action sociale et son respect des hommes sont largement reconnus. « Sa générosité rare envers son Église comme envers les déshérités ont fait de lui une figure emblématique de la paroisse réformée de La Rochelle. ». Un don important de sa part est par exemple à l'origine de l'implantation dans le quartier de Laleu à La Rochelle d'une maison fraternelle de la Mission populaire évangélique.  

### Parcours politique
Devenu un notable rochelais, Léonce Vieljeux siège de 1912 à 1925 au conseil municipal de La Rochelle en tant que représentant influent des milieux coloniaux. À la suite d'une crise municipale, les Rochelais le désignent en qualité de maire en 1930 dans l'espoir qu'il réglera la crise économique et sociale qui règne dans la ville. Il y parvient en améliorant le bien-être de ses administrés, en assainissant les finances, en construisant des logements, des écoles du fait de son expérience à la tête de la ville de La Rochelle.

### Activités militaires, politiques et résistance
Mobilisé à l'âge de 49 ans, en août 1914 dès le début des hostilités, Léonce Vieljeux est affecté comme officier d'état-major à la 92e division d'infanterie territoriale avec le grade de capitaine. En juillet 1915, promu chef de bataillon au 28e régiment d'infanterie, il est blessé en Argonne, ce qui lui vaut d'être cité à l'ordre de la Nation et d'être nommé chevalier de la Légion d'honneur (en 1920, il est promu officier). En service au 111e régiment d'infanterie, il rejoint à nouveau le front en 1916 et est promu lieutenant-colonel en février 1918.
Léonce Vieljeux retrouve sa famille à la fin de la guerre et reprend la direction de la Compagnie Delmas-Vieljeux qui ne cesse de s'accroître. Opposé aux accords de Munich en septembre 1938, il déclare alors dans un discours : « Le peuple de France n’a pas voulu voir qu'au-delà du Rhin et au-delà des Alpes on s'armait fiévreusement… Ces chemins nous ont conduits, il y a un mois, à Munich pour signer une des pages les plus tristes de notre Histoire. Si nous ne les abandonnons pas courageusement, ils conduiront demain nos fils dans les cimetières comme celui que nous inaugurons et ils mèneront aussi au suicide de la France ».

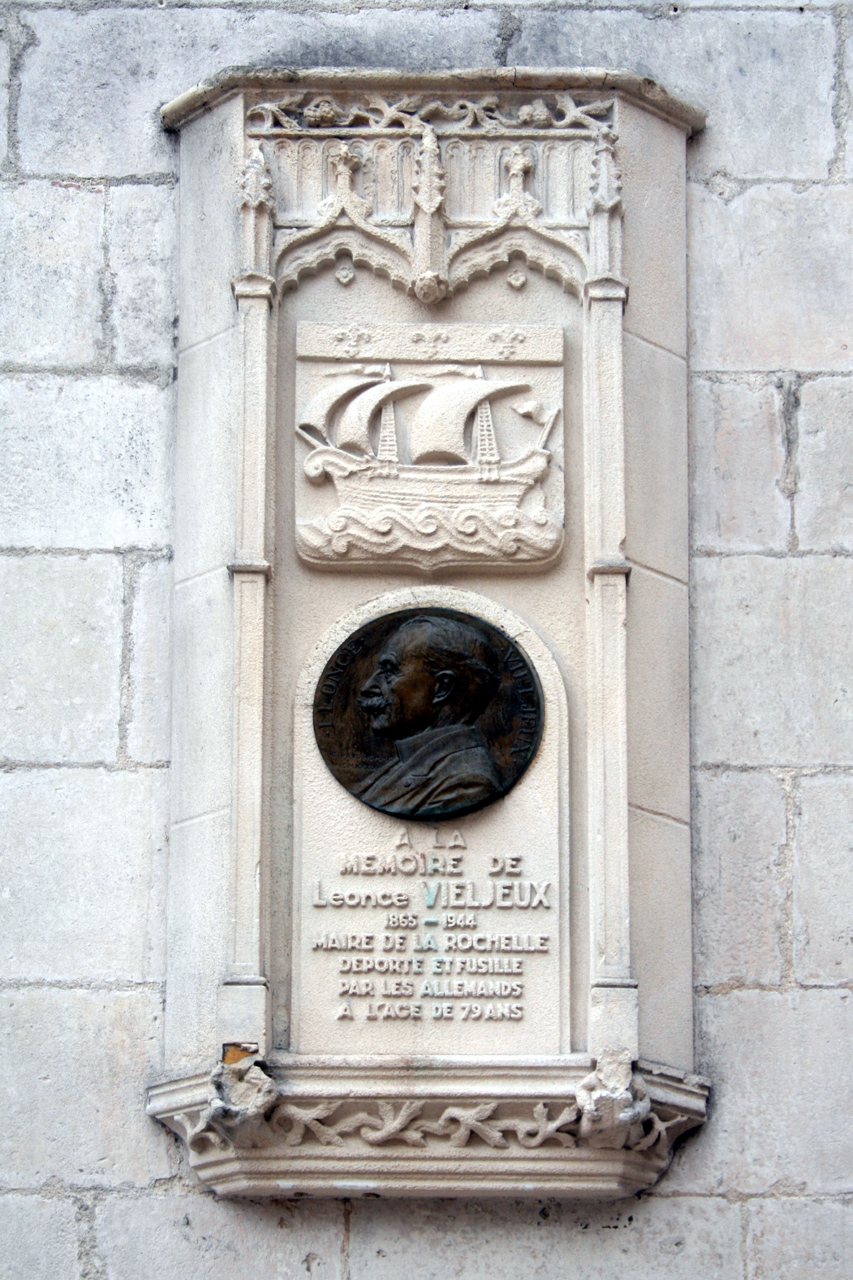
Stèle à la mémoire de Léonce Vieljeux sur le mur d'enceinte de l'hôtel de ville de La Rochelle.

Dès le début de la Seconde Guerre mondiale, Léonce Vieljeux s’emploie à résister aux exigences des officiers allemands présents dans sa ville. Ainsi, le dimanche 23 juin 1940, un lieutenant allemand se présente à lui afin de hisser un drapeau hitlérien sur l'hôtel de ville. Le maire de La Rochelle lui répond alors : « Colonel [de réserve] dans l'armée française, maire d'une grande ville, mon honneur d'officier et ma dignité m'interdisent de discuter avec un officier subalterne, même s'il appartient à une armée victorieuse. Je n'exécuterai des ordres que s'ils émanent d'un officier allemand ayant un grade au moins égal au mien ».
Ce premier acte de résistance est suivi par une opposition systématique à l'affichage de la propagande nazie. Il refuse notamment de faire placarder les affiches anti-anglaises préparées par la propagande allemande à la suite du bombardement de Mers el-Kébir, déclarant : « Le Maire de La Rochelle a l'honneur de faire connaître qu'il ne peut s'intéresser ni prendre part à la pose des affiches dirigées contre l'Angleterre car une pareille obligation n'est pas prévue dans les clauses de l'armistice. » Parallèlement, il aida à trouver des filières d'évasion pour les ingénieurs et ouvriers de son usine et organise avec ses cousins et amis le réseau de résistance « Alliance », qui fournit à Londres des informations sur le trafic portuaire rochelais, et des faux emplois aux requis du STO.
Le 22 septembre 1940,  Léonce Vieljeux est destitué de ses fonctions de maire puis, expulsé de sa ville le 17 juin 1941, il est assigné à résidence près de Jarnac en Charente, chez sa fille, jusqu'au 2 novembre 1941.
Revenu à La Rochelle, il est arrêté par la Gestapo le 14 mars 1944 - accusé d'avoir protégé la fuite de deux de ses ouvriers - en même temps que son petit-fils Yann Roullet (1915-1944), pasteur à Mougon (Deux-Sèvres), ses neveux Franck Delmas (1900-1944) et Jean Chapron (1891-1944) ainsi que Joseph Camaret (1889-1944), ingénieur en chef des chantiers Delmas-Vieljeux et agent du sous-réseau « Sea Star ». Ils appartiennent tous au réseau SR Alliance ou ont protégé certains de ses membres - Vieljeux de son côté n'est pas immatriculé au réseau, mais apporte son aide à ses agents. Depuis l'asile de Lafond transformé en prison, ils sont d'abord transférés le 23 mars 1944 à la prison de la Pierre Levée de Poitiers, puis le 28 avril, à Fresnes et enfin ils arrivent par le convoi du 29 avril 1944 au camp de concentration de Schirmeck sous la classification « Nacht und Nebel ».
Devant l'avance alliée, le Haut commandement de la Wehrmacht (OKW) à Berlin ordonne que dans la nuit du 1er au 2 septembre 1944, une camionnette amène par petits groupes de 12 les 106 détenus du réseau Alliance de Schirmeck jusqu'au camp de concentration de Natzwiller-Struthof (Alsace). Ils y sont aussitôt abattus - dans le dos - à la mitrailleuse ; les cadavres sont incinérés ensuite dans le four crématoire attenant, en même temps que 300 hommes et 92 femmes[réf. à confirmer].
Connue plusieurs mois plus tard - vers la mi-janvier 1945 - la nouvelle de la mort de « Monsieur Vieljeux » jette la consternation dans toute la ville de La Rochelle. Deux services religieux distincts sont alors célébrés le 27 janvier 1945 l'un après l'autre, au temple protestant et en la cathédrale Saint-Louis de La Rochelle, autour desquels se sont massés dans un silence impressionnant 3 000 Rochelais d'obédiences et de catégories sociales diverses; bien que la ville soit encore occupée et que tout rassemblement y soit prohibé, les Allemands n'interviennent pas.
Une stèle est inaugurée le 23 juillet 1948 par le général de Gaulle qui rappelle le sacrifice de Léonce Vieljeux,.

## Maison familiale des Vieljeux

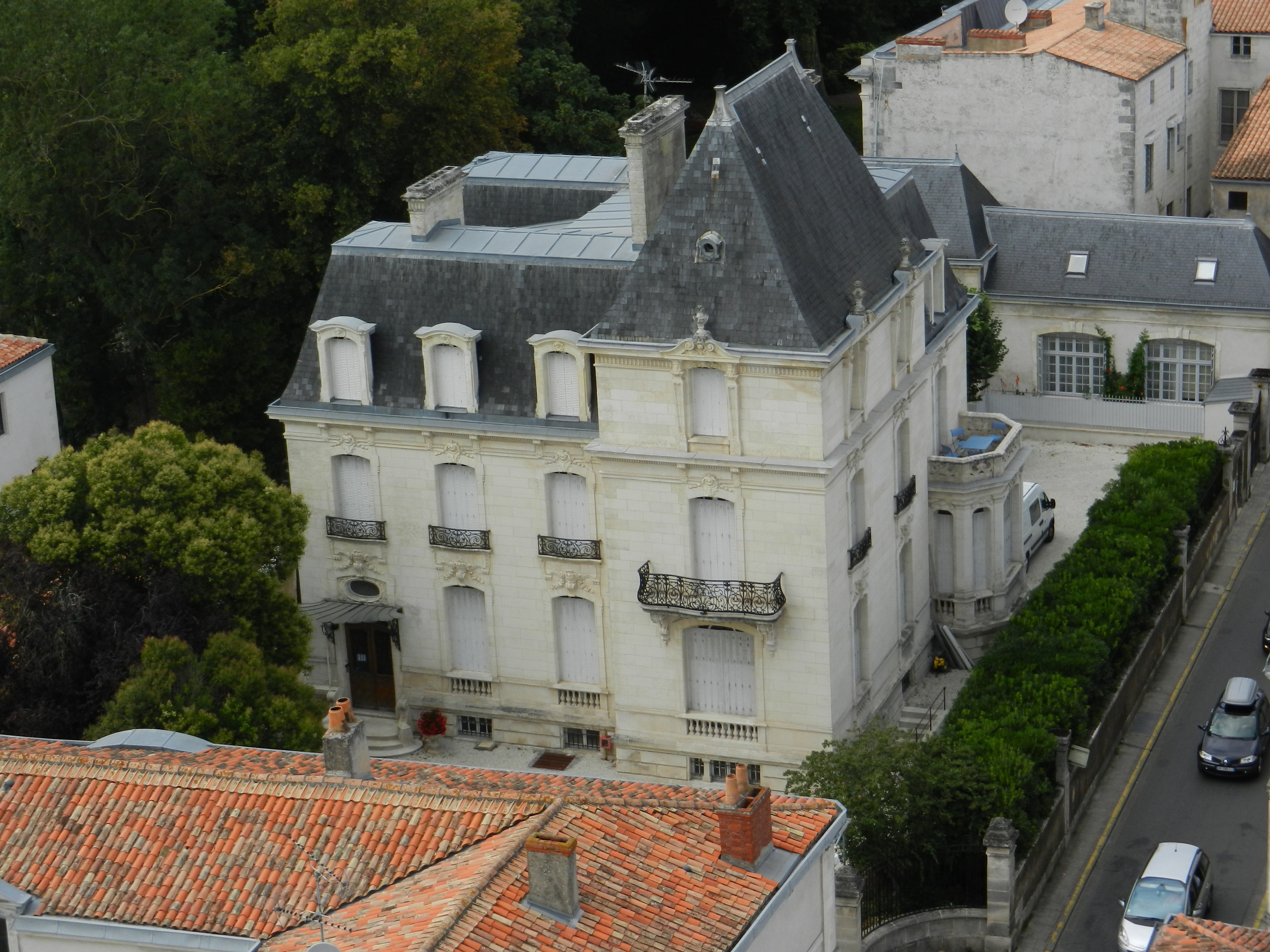
Maison de famille des Vieljeux.

La famille de l'armateur logeait dans un hôtel particulier rochelais de style Louis XV construit à l'emplacement d'une ancienne porte de ville au 2 rue de la Monnaie ; une plaque dans le vestibule rappelle le souvenir de Léonce Vieljeux et de ses petits-neveux. Une partie du décor intérieur d'époque fin XIXe siècle y subsiste (boiseries et jardin d'hiver à vitraux).
Après-guerre, la propriété est acquise par le conseil général de la Charente-Maritime qui y installe ses bureaux. Lors de la construction de l'actuelle Maison du Département, elle est rachetée par la Préfecture, dont le siège est contigu, afin d'y transférer une partie de ses services.

## Postérité

### Descendance
Léonce Vieljeux avait épousé en 1891 Hélène Delmas, fille de l’armateur rochelais Frank Delmas et nièce d'Émile Delmas, ce qui détermina sa carrière à la tête de la compagnie familiale Delmas-Vieljeux. Ils eurent trois enfants, Pierre, Christian et Madeleine. Madeleine Vieljeux épousera Guy Roullet, négociant en cognac à Foussignac (Charente); leur fils Yann Roullet, pasteur réformé, sera le compagnon de résistance et de captivité de son grand-père Léonce Vieljeux,.
Son petit-fils, Tristan Vieljeux, sera la dernier membre de la famille à la tête du groupe familial. Un autre de ses petits-fils Serge Roullet, frère de Yann, est cinéaste.

### Décorations
- Officier de la Légion d'honneur (arrêté du 2 août 1920) ; chevalier par décret du 13 janvier 1916[14]
- Croix de guerre 1914–1918 avec une palme et une étoile d'argent (une citation à l'ordre de la division en mai 1915 et une citation à l'ordre de l'armée en janvier 1916)[14]
- Médaille de la Résistance française (décret du 31 mars 1947)[15]
- Insigne des blessés militaires (une blessure de guerre le 10 septembre 1915)[14]

### Hommages
- Il a été déclaré « Mort en déportation » et « Mort pour la France »[12].

- Vers la fin de la guerre, les résistants construisent quatre véhicules blindés. L'un d'eux porte le nom de Léonce Vieljeux. Ce camion, transformé en blindé, était équipé de deux mitrailleuses, de deux fusils mitrailleurs et d'un lance-flamme[16],[PC 2],[N 1]. Les blindés ont été réalisés avec l'aide des chantiers navals Delmas-Vieljeux[GAC 3].

- Une stèle est inaugurée le 23 juillet 1948 par le général de Gaulle qui rappelle le sacrifice de Léonce Vieljeux[RB 1],[MFD 1].

- Son nom figure par ailleurs sur les monuments aux morts de La Rochelle et des Vans (Ardèche), sur la plaque commémorative « Aux écrivains morts pour la France » au Panthéon (Paris) et sur la plaque commémorative du réseau Alliance au camp de concentration de Natzweiler-Struthof (Bas-Rhin)[12].

- L'Association Léonce Vieljeux organise une cérémonie annuelle à la date anniversaire de son exécution devant le mémorial érigé sur le rempart de l'hôtel de ville de La Rochelle.

- Vers 1950, son fils, l'armateur et collectionneur Pierre Léonce Vieljeux (1892-1987), fait dessiner par l'architecte-paysagiste Jacques de Wailly un jardin à la française sur sept hectares de sa propriété de Nieul-sur-Mer, à cinq kilomètres de La Rochelle, sur un site qui avait servi de cantonnement pour les troupes[17].

- Un lycée de La Rochelle (le lycée polyvalent Léonce-Vieljeux), le collège des Vans (Ardèche) sa ville natale, une rue de La Rochelle portent son nom[12].Logo du lycée polyvalent Léonce Vieljeux La Rochelle (17).

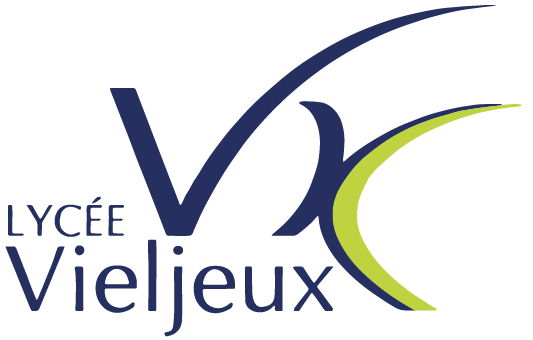
Logo du lycée polyvalent Léonce Vieljeux La Rochelle (17).

- Un timbre de 0,30 FRF honorant les héros de la Résistance à l'effigie de Léonce Vieljeux, est émis le 28 mars 1960[18].